# Poldihammer

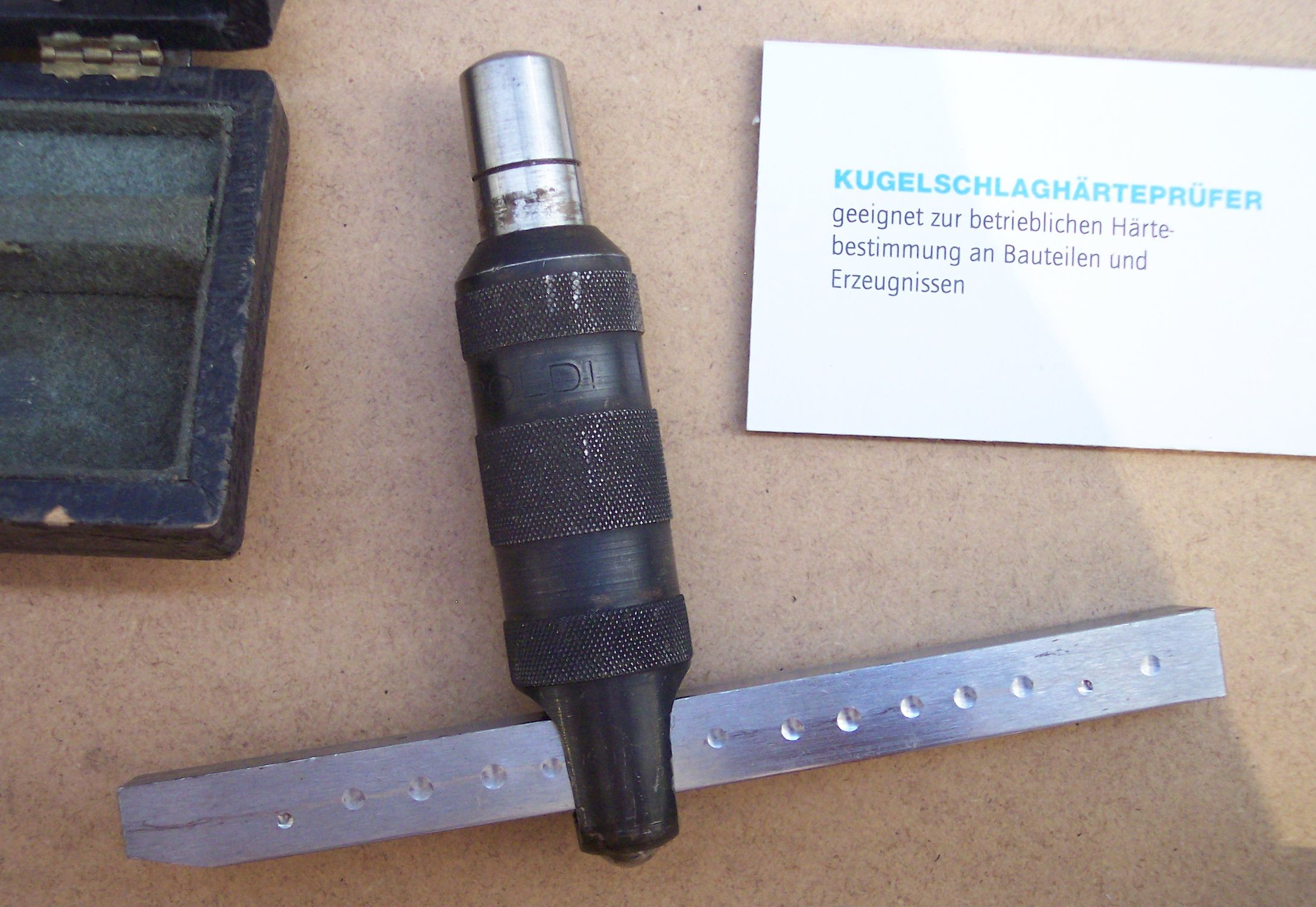
Prüfgerät (Poldihammer) mit Vergleichsstab zur Messung der Kugelschlaghärte

Der Poldihammer ist ein handliches Gerät zur Härteprüfung. Technisch ist er eine dynamisch-plastische Härtemessung und eine Abwandlung der klassischen Brinell-Methode. Im Gegensatz zu dieser kann er jedoch überall eingesetzt werden, auch bei schon montierten Bauteilen und in jeder Lage, solange das Prüfgerät senkrecht zum Bauteil aufgesetzt werden kann und Raum für den Hammerschlag ist. Der Poldihammer ist nach der Poldihütte (Stahlwerk in Kladno bei Prag) benannt, wo er um 1900 entwickelt wurde.
Der Poldihammer besteht aus einem Gehäuse mit durchgeführtem Schlagbolzen und einer gehärteten Stahlkugel von 10 mm Durchmesser am Kopf des Gehäuses. Zwischen Kugel und Schlagbolzen wird ein Härtevergleichsstab eingeführt und durch eine Druckfeder des Schlagbolzens arretiert. Die Kugel ist nur seitlich geführt, sodass sie gleichzeitig vorne das zu prüfende Bauteil und innen den Vergleichsstab berührt. Durch den Schlag mit einem rund 1 kg schweren Handhammer wird die Kugel gleichzeitig in das Prüfstück und in das eingeführte Vergleichsstück aus Metall gedrückt. Beide Prüfeindrücke werden mit Lupe oder Mikroskop vermessen und mit Hilfe einer Vergleichstabelle wird aus dem Verhältnis der beiden Eindruck-Durchmesser die Härte des Prüflings bestimmt.
Die so ermittelten Härtewerte stimmen zwar nicht exakt mit den statisch ermittelten Härtewerten überein, sind aber für die meisten Ansprüche der Industrie ausreichend. Die "Poldihärte" differiert etwas von der exakteren Brinellhärte eines Prüflabors, weil sich die längere Druckbeanspruchung einer Presse anders auswirkt als ein kurzer Hammerschlag. Außerdem sind beim Poldihammer die Druckkräfte auf Vergleichsstab und Probe nicht völlig gleich. 
Schlaghärteprüfer sind ein einfacher, praktikabler Ersatz für statische Pressen und werden vor allem beim Prüfen schwerer Guss- und Schmiedestücke sowie großer Stangen in Werkstofflagern verwendet. Prinzipiell sind sie auch zum Prüfen anderer harter, homogener Materialien geeignet. 
Eine ähnliche Funktionsweise hat der Baumann-Hammer, bei dem eine 5-mm-Prüfkugel nicht durch Hammerschlag, sondern durch den Schlag einer Stahlfeder in die Probe eingedrückt wird.